# تعاونية العمرانية (ولاد ابريه)
تعاونية العمرانية هو دُوَّار يقع بجماعة سيدي الكامل، إقليم سيدي قاسم، جهة الرباط سلا القنيطرة في المملكة المغربية. ينتمي الدوّار لمشيخة ولاد ابريه التي تضم 13 دوار. يقدر عدد سكانه بـ 374 نسمة حسب الإحصاء الرسمي للسكان والسكنى لسنة 2004.

## روابط خارجية
- البوابة الوطنية للجماعات الترابية نسخة محفوظة 12 مارس 2018 على موقع واي باك مشين.
- المندوبية السامية للتخطيط